# Bismuth 209
Pour les articles homonymes, voir Bismuth (homonymie).
table
Le bismuth 209, noté 209Bi, est l'isotope du bismuth dont le nombre de masse est égal à 209 : son noyau atomique compte 83 protons et 126 neutrons avec un spin 9/2− pour une masse atomique de 208,980 40 g/mol. Il est caractérisé par un excès de masse de −18 258,6 ± 1,4 keV et une énergie de liaison nucléaire par nucléon de 7 847,987 ± 0,007 keV. C'est le seul isotope naturel du bismuth, ainsi que le produit de la désintégration β du plomb 209 :
209
82Pb ⟶ 209
83Bi + e− + νe.

## Découverte de son caractère radioactif
Le bismuth 209 était encore considéré comme stable en 2003, jusqu'à la mise en évidence de sa radioactivité par une équipe de l'Institut d'astrophysique spatiale d'Orsay (IAS-CNRS, Paris 11), : il donne du thallium 205 par désintégration α avec une période radioactive de l'ordre de 2 × 1019 ans (proche de deux milliards de fois l'âge de l'Univers) et une énergie de désintégration de 3,137 MeV :
209
83Bi ⟶ 205
81Tl + 4
2He.
Il a longtemps été considéré comme le produit final de la chaîne de désintégration du neptunium 237 (série 4n+1) :

Chaine de désintégration du neptunium.

mais en toute rigueur, c'est le thallium 205 qui est le produit final de la série 4n+1. Cependant, sa très longue période radioactive fait du bismuth un élément à la radioactivité infime, demeurée inaperçue jusqu'au début du XXIe siècle ; il peut donc être considéré comme stable et être manipulé et stocké sans précaution particulière en rapport avec sa radioactivité.
Le bismuth 209 est l'isotope radioactif ayant la plus longue demi-vie par radioactivité α, mais il n'a pas la plus longue période radioactive (mesurée) : le record appartient au tellure 128, avec une période de double désintégration bêta estimée à (3,49 ± 1,99) × 1024 ans.
La période radioactive du bismuth 209 a été confirmée en 2012 par une équipe italienne du Gran Sasso qui a reporté une valeur de (2,01 ± 0,08) × 1019 ans. La même équipe reportait également la première observation de la désintégration du bismuth 209 par radioactivité alpha vers le 1er état excité du thallium 205, situé à 204 keV de l'état fondamental, avec une durée de vie encore plus longue estimée à 1,66 × 1021 ans. Même si cette valeur ne surpasse pas le record de durée de vie mesurée du tellure 128, ces deux désintégrations alpha du bismuth 209 détiennent le record de la plus grande finesse virtuelle d'une excitation physique mesurable, avec des largeurs de raie naturelles estimées respectivement à ΔΕ~5,5 × 10−43 eV et ΔΕ~1,26 × 10−44 eV en vertu du principe d'incertitude d'Heisenberg (la double désintégration bêta ne donne une raie que dans la mesure où aucun neutrino n'est émis lors de la désintégration, ce qui n'a pas été observé jusqu'ici).

## Articles liés
- Bismuth
- Isotopes du bismuth
- Table des isotopes
- Radioactivité β

| 1 | H  |    |    |    |    |    |    |    |    |    |    |    |    |    |    |    |    |    |    |    |    |    |    |    |    |    |    |    |    |    |    | He |
| 2 | Li | Be |    |    |    |    |    |    |    |    |    |    |    |    |    |    |    |    |    |    |    |    |    |    |    |    | B  | C  | N  | O  | F  | Ne |
| 3 | Na | Mg |    |    |    |    |    |    |    |    |    |    |    |    |    |    |    |    |    |    |    |    |    |    |    |    | Al | Si | P  | S  | Cl | Ar |
| 4 | K  | Ca |    |    |    |    |    |    |    |    |    |    |    |    |    |    | Sc | Ti | V  | Cr | Mn | Fe | Co | Ni | Cu | Zn | Ga | Ge | As | Se | Br | Kr |
| 5 | Rb | Sr |    |    |    |    |    |    |    |    |    |    |    |    |    |    | Y  | Zr | Nb | Mo | Tc | Ru | Rh | Pd | Ag | Cd | In | Sn | Sb | Te | I  | Xe |
| 6 | Cs | Ba | La | Ce | Pr | Nd | Pm | Sm | Eu | Gd | Tb | Dy | Ho | Er | Tm | Yb | Lu | Hf | Ta | W  | Re | Os | Ir | Pt | Au | Hg | Tl | Pb | Bi | Po | At | Rn |
| 7 | Fr | Ra | Ac | Th | Pa | U  | Np | Pu | Am | Cm | Bk | Cf | Es | Fm | Md | No | Lr | Rf | Db | Sg | Bh | Hs | Mt | Ds | Rg | Cn | Nh | Fl | Mc | Lv | Ts | Og |